# Star of India
SV Star of India – żaglowiec zbudowany 14 listopada 1863 jako fregata Euterpe w stoczni Gibson. W 1906 roku przemianowany został na „Star of India”.

## Historia i rejsy
Początki żaglowca są dość pechowe. W rejsie dziewiczym żaglowiec (jako „Euterpe”) miał kolizję z żaglowcem hiszpańskim oraz bunt załogi. W drugim rejsie miał połamane maszty w cyklonie i stracił kapitana, który zmarł na chorobę tropikalną.
Następny właściciel wyremontował żaglowiec w Kalkucie, który teraz pływał głównie między Wielką Brytanią a Indiami (stąd pochodzi późniejsza jego nazwa) oraz do Australii i Oceanii. W 1901 nowym armatorem zostało towarzystwo Alaska Packers Association, które przebudowało statek na bark i używało do przewozu zaopatrzenia dla rybaków na Morzu Beringa. W 1906 roku nadano żaglowcowi obecną nazwę Star of India. Od roku 1926 był zacumowany w porcie San Diego, gdzie powoli niszczał. Dopiero 1959 r. grupa obywateli z San Diego na czele z Kpt. Alanem Villiersem dokonała odrestaurowania tego żaglowca. W chwili obecnej statek przebywa w muzeum statków w San Diego.